# Caryophyllia ephyala
Espèce
Caryophyllia ephyala est une espèce de coraux appartenant à la famille des Caryophylliidae.